# Jember
Jember este un oraș din Indonezia.